# Synapha flavonigra
Synapha flavonigra är en tvåvingeart som beskrevs av Loïc Matile 1992. Synapha flavonigra ingår i släktet Synapha och familjen svampmyggor.
Artens utbredningsområde är Madagaskar. Inga underarter finns listade i Catalogue of Life.